# Gnomidolon parallelum
Gnomidolon parallelum là một loài bọ cánh cứng trong họ Cerambycidae.